# Nupce
Nupce je hora v nepálské oblasti Khumbu, v pohoří Himálaj. Nachází se dva kilometry od Mount Everestu. Její vrchol dosahuje výšky 7861 m n. m. Její název v tibetštině znamená „západní vrchol“. Prvním horolezcem, který dosáhl vrcholu, byl dne 16. května 1961 Brit Dennis Davis spolu se šerpou (další členové expedice dosáhli vrcholu o den později). Mezi další horolezce, kteří vystoupili na její vrchol, patří například Ralf Dujmovits (1996) a Hans Kammerlander (2001). Při výstupu na horu zemřel Ueli Steck (2017).